# Castro di Puglia
Castro di Puglia (łac. Dioecesis Castrensis in Apulia) – stolica historycznej diecezji w Italii erygowanej w roku 682, a włączonej w roku 1818 w skład diecezji Otranto.
Współczesne miasto Castro w prowincji Lecce we Włoszech. Obecnie katolickie biskupstwo tytularne ustanowione w 1968 przez papieża Pawła VI.

## Biskupi tytularni
| Lp. | Biskup                    | Funkcja                              | Od                | Do                |
| --- | ------------------------- | ------------------------------------ | ----------------- | ----------------- |
| 1   | Peter Seiichi Shirayanagi | arcybiskup koadiutor Tokio (Japonia) | 15 listopada 1969 | 21 lutego 1970    |
| 2   | Richard Sklba             | biskup pomocniczy Milwaukee (USA)    | 6 listopada 1979  | 21 listopada 2024 |